# Nguyễn (nước)
Nguyễn (chữ Hán: 阮) nguyên là một thái ấp, sau bành trướng thành phiên thuộc thời Thương–Chu.

## Lịch sử
Nước Nguyễn tồn tại ở địa phận huyện Kính Xuyên ngày nay, tương truyền sau khi bị diệt thì người nước này chạy đi tứ xứ và giữ họ Nguyễn để nhớ về gốc gác.